# Административный район Рувенг
Административный район Рувенг — административный район Южного Судана. Со 2 октября 2015 года по 22 февраля 2020 года был известен как штат Рувенг.

## История
1 октября 2015 года президент Сальва Киир издал указ о создании 32 штатов вместо 10 конституционно установленных штатов.  Указ учреждал новые государства в основном по этническому признаку. Ряд оппозиционных партий и групп гражданского общества оспорили конституционность указа. Позже Киир решил внести его в парламент для утверждения в качестве поправки к конституции.  В ноябре парламент Южного Судана уполномочил президента Киира создавать новые штаты.  Майол Кур Акуэй был назначен губернатором в 2015 году.

## География
Административный район Рувенг расположен в северной части Южного Судана, а его штаб-квартира находится в Панрианге. Он граничит с бывшим штатом Фашода на востоке и штатом Фангак на юго-востоке, штатом Северный Лич на юге, штатом Твик на юго-западе, Абьеем на западе и Суданом на севере.

## Экономика
Это самый нефтеносный район в Южном Судане, здесь добывается около 80 % нефти Южного Судана, в основном на нефтяном месторождении Юнити/Дарбим (в южной части), нефтяном месторождении Хеглиг/Пантоу (в северо-западной части), Нефтяное месторождение Томасаут / Калой (в западной части) и нефтяное месторождение Тур / Атони или другие нефтяные месторождения, такие как нефтяные месторождения Лабоб / Миадинг и Мунга / Ванхе Данлуэль и Маан Авал и другие месторождения.
Рувенг богат животными ресурсами и рыбными ресурсами, а также является домом для двух озер: озера Джау (в северной части) и озера Но (в южной части), где река Бахр-эль-Газаль заканчивается и впадает в Белый Нил.

## Демография
Рувенг является домом для народа рувенг-динка, которые представляют собой панаруу-динка с 12 подплеменами и алур или биемном-динка с 6 подплеменами.

## Административное деление
- Абиемном (округ)[англ.]
- Панрианг (округ)[англ.]